# Heroische Elegie
Unter der Bezeichnung Heroische Elegie wird in der altnordischen Literaturgeschichte eine kleine Gruppe von späten Eddaliedern zusammengefasst: Guðrúnarkviða I, II, III, Gudrunarhvöt, Helreið Brynhildar, Oddrúnargrátr. Heroisch bedeutet in diesem Fall, dass die Lieder von berühmten Heldenfiguren der germanischen Sage handeln. Hauptfiguren dieser Eddalieder sind Frauen. Als Elegien werden sie bezeichnet, weil die Heldinnen darin klagend über Leben oder einen Abschnitt daraus berichten. Zum Umkreis der Heroischen Elegien gehört auch die Sigurdarkviða in scamma. Zentral für die Heroischen Elegien ist die weibliche Perspektive und das Element der Klage. Der Hauptakzent liegt auf der Darstellung von Gefühlen. Die vorherrschenden Themen sind Liebe und Leid. Die Klage wird stets ausgelöst durch den Verlust geliebter Menschen, insbesondere des geliebten Mannes.